# El Arenal, Escuintla
El Arenal är en ort i Mexiko.   Den ligger i kommunen Escuintla och delstaten Chiapas, i den sydöstra delen av landet, 800 km sydost om huvudstaden Mexico City. El Arenal ligger 1 110 meter över havet och antalet invånare är 325.
Terrängen runt El Arenal är bergig åt nordväst, men åt sydost är den kuperad. Runt El Arenal är det ganska tätbefolkat, med 78 invånare per kvadratkilometer. Närmaste större samhälle är Belisario Domínguez, 14,5 km sydost om El Arenal. I omgivningarna runt El Arenal växer i huvudsak städsegrön lövskog.